# D26 (hunebed)
Hunebed D26 ligt tamelijk afgelegen aan een zandweg langs de rand van de boswachterij Gieten-Borger ten westen van de N34 tussen de dorpen Drouwen en Borger in de Nederlandse provincie Drenthe.

## Bouw
Het hunebed wordt toegeschreven aan de trechterbekercultuur.

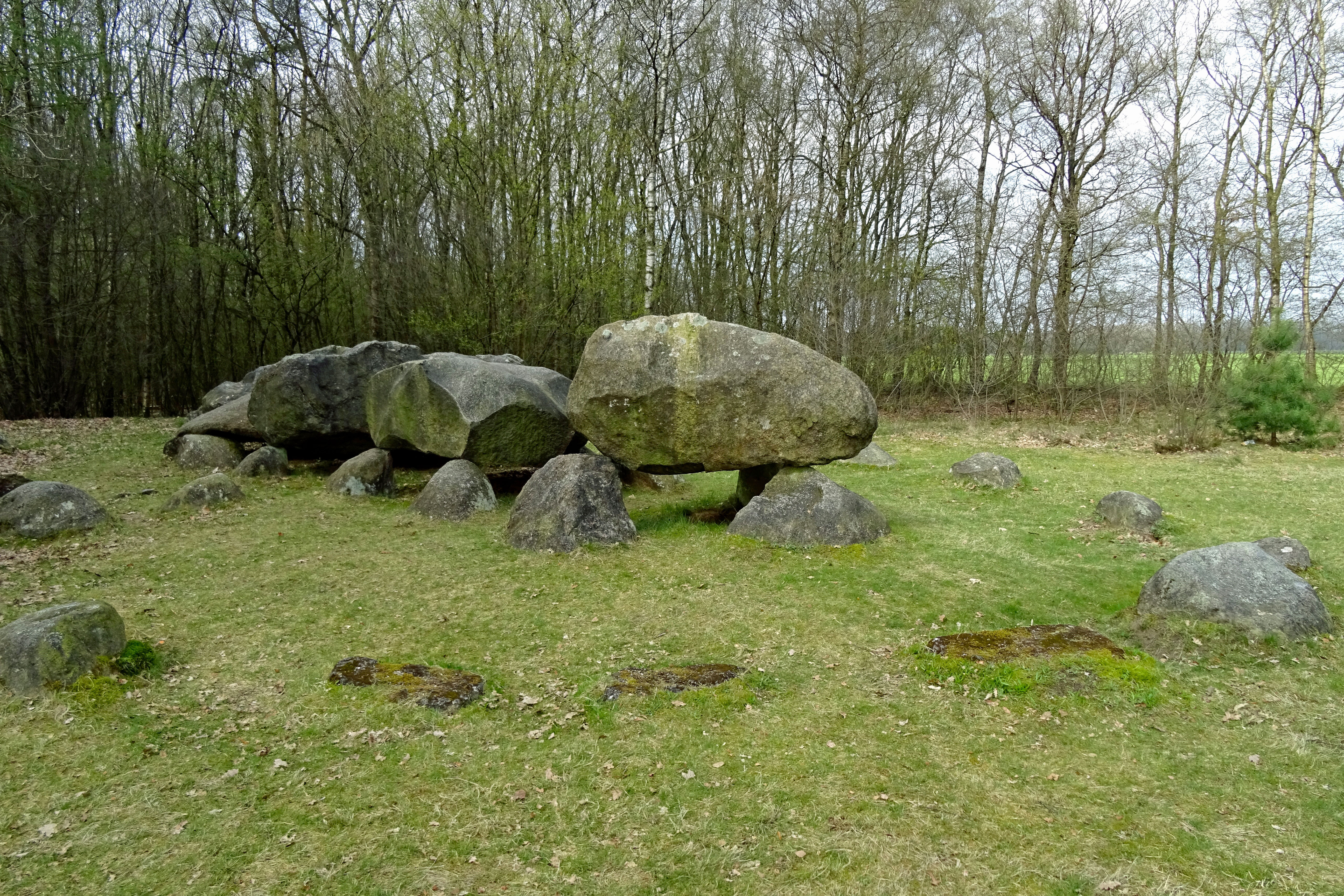
Dertien kransstenen zijn nog aanwezig

Het heeft zes dekstenen en dertien (van de oorspronkelijke 27) kransstenen. Het hunebed is 12,0 meter lang en 3,8 meter breed. Er zijn ook twaalf draagstenen en twee sluitstenen.
De vorm van de dekheuvel is nog te herkennen.

## Geschiedenis
Het hunebed wordt, samen met D19 en D20, beschreven door J. Craandijk in 1879. Nicolaas Westendorp vermeldt het hunebed in 1812.
Van Giffen beschrijft het hunebed als "beschadigd".
Dit hunebed is in 1968 en 1970 archeologisch onderzocht door de Universiteit van Amsterdam. J.A. Bakker, Van Giffen en Willem Glasbergen onderzochten en restaureerden het hunebed. Het was het laatste hunebed in Drenthe waar onderzoek gepleegd is. De dekstenen werden van hun plek gehaald en de draagstenen werden door boomstammen op hun plek gehouden. De vloer met keien werd blootgelegd. Gevonden werden onder meer de resten van 157 potten, honderdnegenenvijftig stukken aardewerk, stenen wapens, gereedschappen en barnstenen kralen.
Voor de ingang van het grafmonument werd een offerkuil aangetroffen met twee complete potten. Een ander resultaat van het onderzoek was, dat de plaats van de verdwenen kransstenen kon worden gelokaliseerd.
In 1972 verrichtte Van Giffen nog een klein onderzoek, hierna was zijn project om de Nederlandse hunebedden te restaureren voltooid na 20 jaar.
Er zijn in dit hunebed kleine stukjes verbrande menselijke botten aangetroffen. Er zijn meerdere theorieën over, zoals latere bijzettingen vanuit de enkelgrafcultuur of juist een eerdere start van crematie bij de Trechterbekercultuur in dit gebied.
De opgegraven vondsten zijn door de Universiteit van Amsterdam in bruikleen afgestaan aan het Hunebedcentrum te Borger.

## Society of Antiquaries[7]
In Engeland ontstond in de jaren zeventig van de 19e eeuw bezorgdheid over de wijze waarop in Nederland hunebedden werden gerestaureerd. In die kringen was men vooral bezorgd dat met de restauraties het oorspronkelijk beeld van de situatie verloren zou gaan. De directeur van de Society of Antiquaries in Londen verzocht de oudheidkundigen William Collings Lukis en sir Henry Dryden om de staat waarin de hunebedden zich op dat moment bevonden nauwkeurig vast te leggen. Zij bezochten in juli 1878 Drenthe en brachten veertig hunebedden op de Hondsrug in kaart. Ze hebben opmetingen verricht en beschreven de aangetroffen situatie, die zij tevens vastlegden in een serie aquarellen. Hun rapportage aan de Society of Antiquaries verscheen echter niet in druk. Hun materiaal werd bewaard bij de Society of Antiquaries, het Guernsey Museum & Art Gallery en het Drents Museum. Het Ashmolean Museum in Oxford bezit kopieën van hun werk. In 2015 publiceerde de Drentse archeoloog dr. Wijnand van der Sanden alsnog hun werk. Hij voorzag hun materiaal van een uitgebreide inleiding. Ook schetste hij de ontwikkelingen met betrekking tot het archeologisch onderzoek van de hunebedden na hun onderzoek tot 2015. Hij gaf als oordeel dat het werk van Lukis en Dryden van hoge kwaliteit was. In het Drents Museum was in 2015 een tentoonstelling over het werk.
Hunebed D26 is weergegeven op Plan XVI: Ten tijde van het bezoek van Lukis en Dryden waren er vijf dekstenen. Waarschijnlijk waren er oorspronkelijk zes. De dekstenen waren van de oorspronkelijke plaatsen gehaald en in verschillende richtingen gekanteld, met uitzondering van de meest oostelijke deksteen. De heuvel was afgegraven. Er waren dertien draagstenen en de ingang lag op de zuidkant. Er was nog één poortsteen en er waren nog enkele kransstenen. Lukis vroeg zich af waarom de archeoloog Janssen eerder veronderstelde dat het bouwwerk rechthoekig was. Ook gaf Janssen, volgens hem, een foutieve oriëntatie. In de zoektocht naar de vloer van de kamer werden fragmenten van urnen gevonden.